# Huib de Ru
Huibert Bernardus Wilhelmus (Huib) de Ru (Utrecht, 1 februari 1902 – Haarlem, 19 november 1980) was een Nederlandse glazenier, grafisch ontwerper, schilder en monumentaal kunstenaar.

## Leven en werk
De Ru was een zoon van huisschilder Huibert Hendrik de Ru en Johanna Jansje Leen. Hij werd opgeleid aan de School voor Bouwkunde, Versierende Kunsten en Kunstambachten in Haarlem (1916-1920) en werkte vervolgens op het glasatelier van Willem Bogtman. In 1920 nam hij deel aan een wedstrijd van de Rotterdamse Academie van Beeldende Kunsten en Technische Wetenschappen voor een reclameplaat, waar na jurering geen eerste prijs werd uitgereikt, maar De Ru de tweede en derde plaats behaalde.
In 1926 ging hij een samenwerking aan met Nico Schrier, die ook bij Bogtman had gewerkt. Schrier was getuige bij De Ru's huwelijk een jaar later met Elisabeth Jacoba de Graaff. In hun atelier De Vonk (vanaf 1935 Atelier Schrier en De Ru) werden glas-in-loodramen, wandschilderingen en mozaïeken vervaardigd. De Ru maakte onder andere in 1937 achttien ramen voor de Prins Hendrikstichting in Egmond aan Zee, een bejaardentehuis voor oud-zeelieden, sinds 2001 een rijksmonument. In 1946 werd de samenwerking ontbonden en gingen De Ru en Schrier elk hun eigen weg. De Ru liet zijn ramen nadien uitvoeren bij Sabelis & Kerrebijn in Haarlem en de Stichtse Glashandel in Utrecht, altijd met zijn persoonlijke medewerking. Hij gebruikte bij voorkeur gekleurd antiekglas, dat hij losjes beschilderde met grisaille en contourverf. De Ru maakte figuratieve, naturalistische voorstellingen. Vanaf de jaren vijftig werden de figuren meer geabstraheerd en de lijnvoering strakker. Hij maakte graag allegorische taferelen, met thema's ontleend aan de Bijbel en mythologie.
Naast glas-in-loodramen maakte De Ru onder meer affiches, aquarellen, koperplastieken, litho's, mozaïeken, muurschilderingen, naakten, politieke spotprenten en portrettekeningen. In de jaren zestig maakte hij een grote serie tekeningen met Bijbelse voorstellingen voor de stichting Docete. Hij was lid en enige tijd voorzitter van Kunst Zij Ons Doel, waarmee hij ook exposeerde, en voorzitter van de Nederlandse Federatie van Beeldende Kunstenaarsverenigingen.
De Ru overleed op 78-jarige leeftijd.

## Werken (selectie)
- 1937 achttien ramen die verwijzen naar het zeemansleven voor de Prins Hendrikstichting, Egmond aan Zee
- 1938 twee ramen voor het Herv. jeugd- en verenigingsgebouw in Santpoort (Schrier maakte een groep van vier ramen)
- 1939 Zinnebeeld van Geestelijke Vrijheid, Vrede en Geloof, raam ter gelegenheid van het 40-jarig regeringsjubileum van koningin Wilhelmina, Damkerk, Hoogezand
- 1940 ramen van de zes scheppingsdagen in de Doopsgezinde kerk te Hilversum
- 1946 raam ter gelegenheid van het 50-jarig bestaan van Vroom & Dreesmann aan de Grote Houtstraat 70 in Haarlem[5]
- 1950 wandschildering voor het 50-jarig jubileum van de A.N.L.B. in Leeuwarden (Auke Hettema maakte een beeld van een zaaier)
- ca. 1950 glas in lood voor de Ichtuskerk in IJmuiden
- 1950 gebrandschilderd glaskunstwerk en tegeltableau voor Beijnesfabriek in Beverwijk[6]
- 1952 glas in lood voor de NMB in Amsterdam
- 1952 glas in lood voor de Willem de Zwijgerschool in IJmuiden
- 1953 glas in lood voor de Andreaskerk in Katwijk aan Zee
- 1954 twee mozaïeken ter gelegenheid van het 60-jarig bestaan van de Algemene Bedrijfsbond Voedings- en Genotmiddelen in het Bondsgebouw aan de Herman Heijermansweg in Amsterdam
- 1954 glas in lood voor de Klaas de Vriesschool, Haarlem
- 1954 glas in lood voor de raadhuis van West-Terschelling
- 1954 glas in lood voor de VVV in Assen
- 1954 glas in lood voor de Hotel Smits in Utrecht
- 1956 glas in lood voor de Huize Wildhoef in Bloemendaal
- 1957 koperplastiek (wandversiering) ter gelegenheid van 100 jaar N.V. Handelsmaatschappij v.h. firma Ph. Buttingen, Oosterhamrikkade ZZ in Groningen
- raam voor de atelierwoning van Hendrik van den Eijnde in Heemstede

## Afbeeldingen

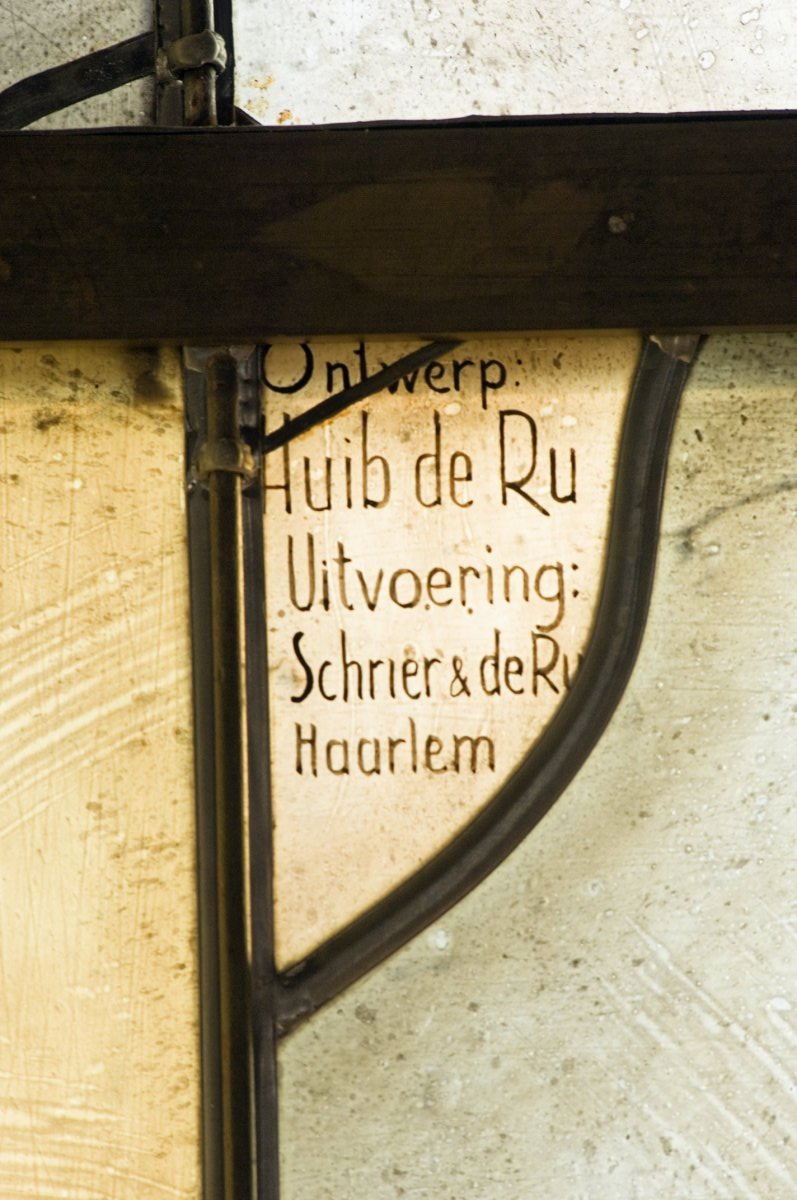
Signatuur
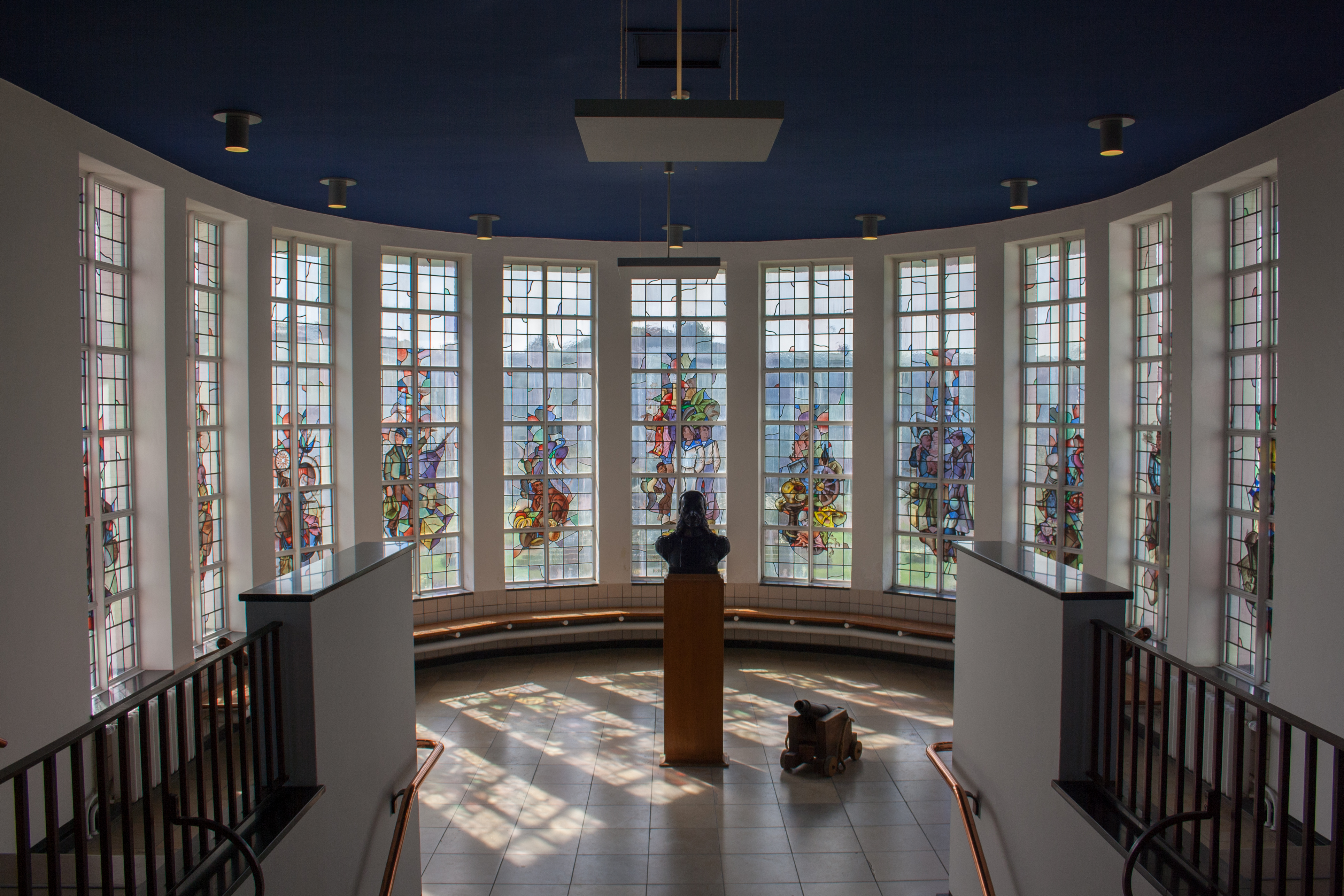
Prins Hendrikstichting (1937)
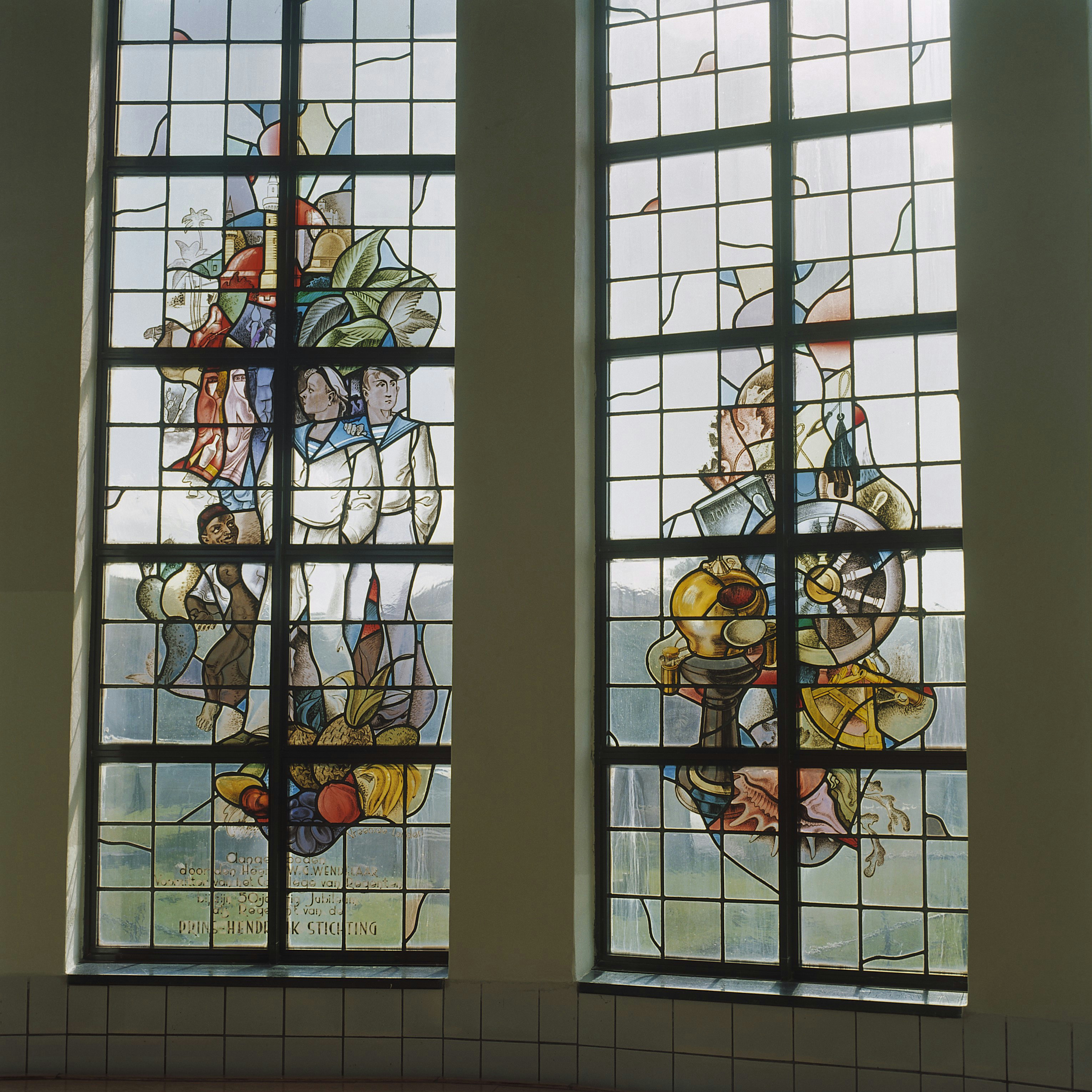
Prins Hendrikstichting (1937)
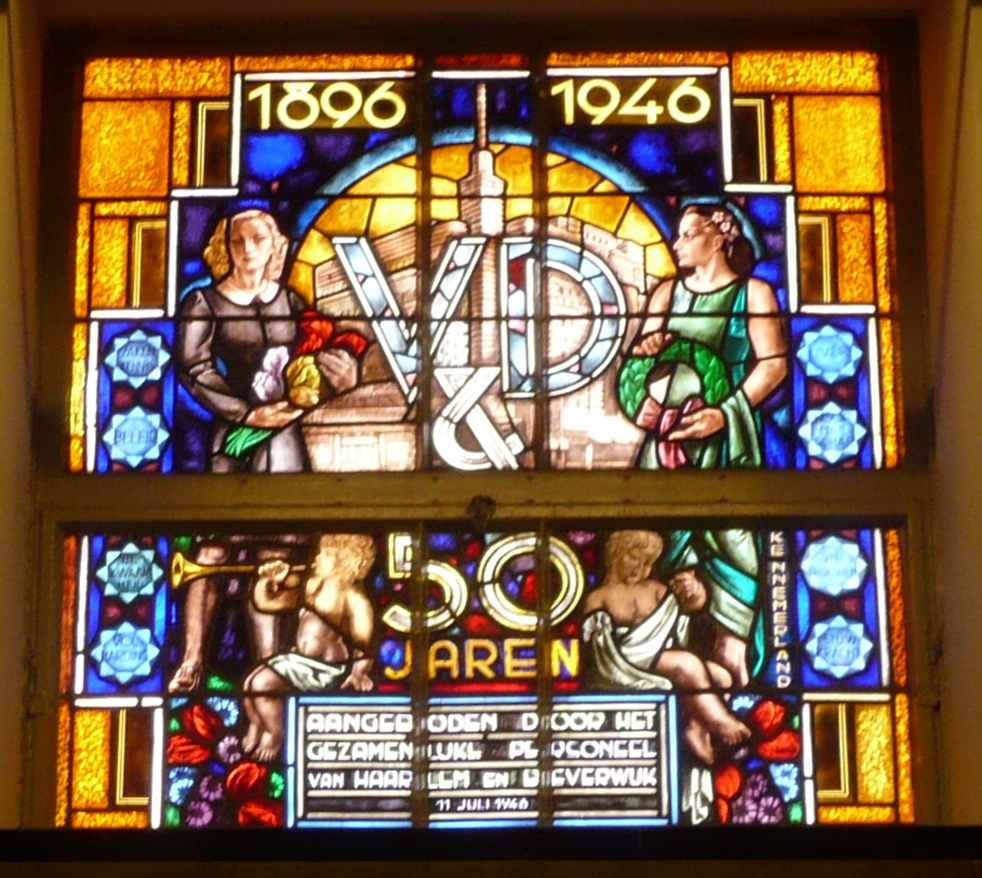
50 jaar Vroom & Dreesmann Haarlem (1946)
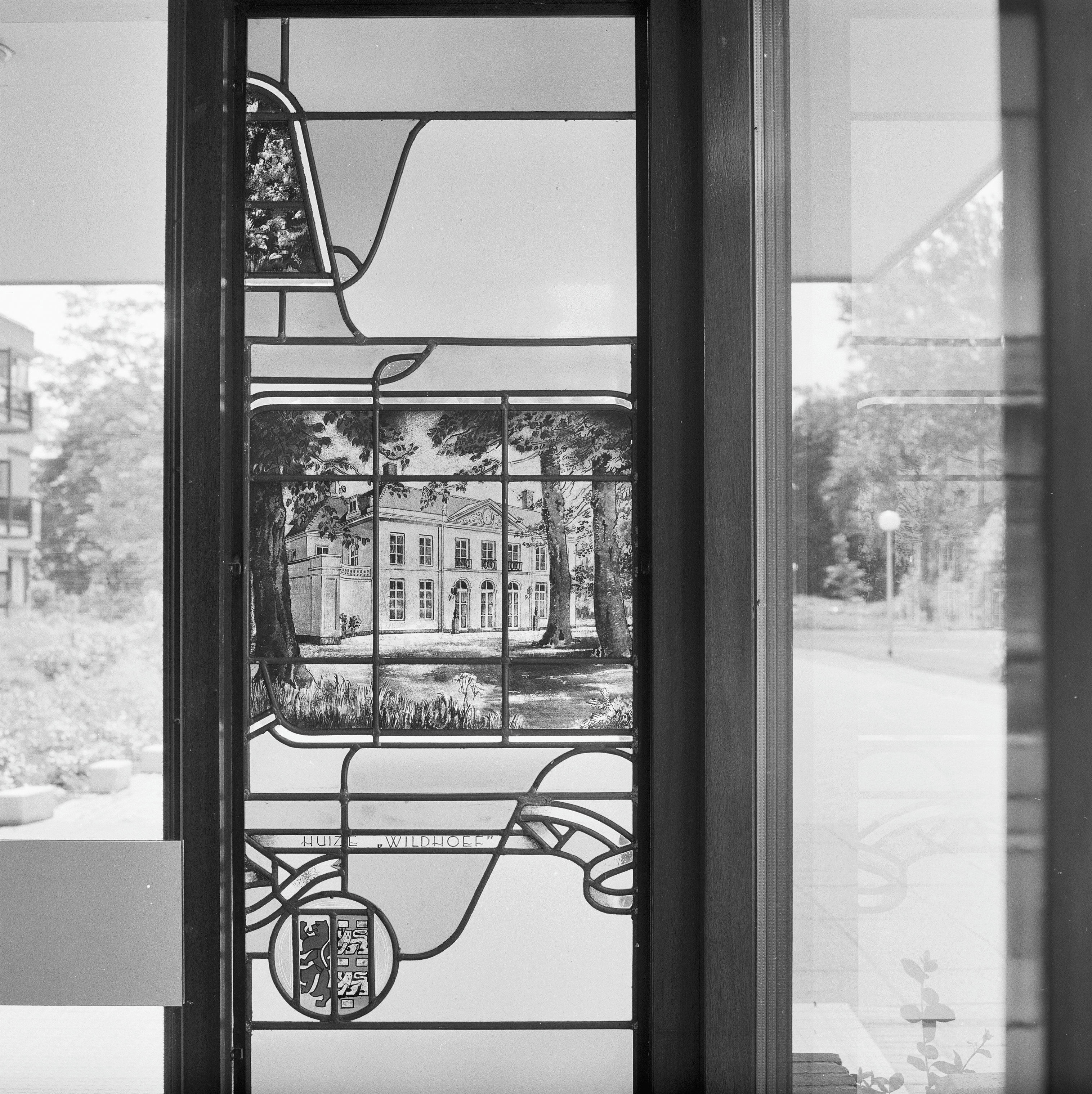
Huize Wildhoef - buitenplaats (1956)
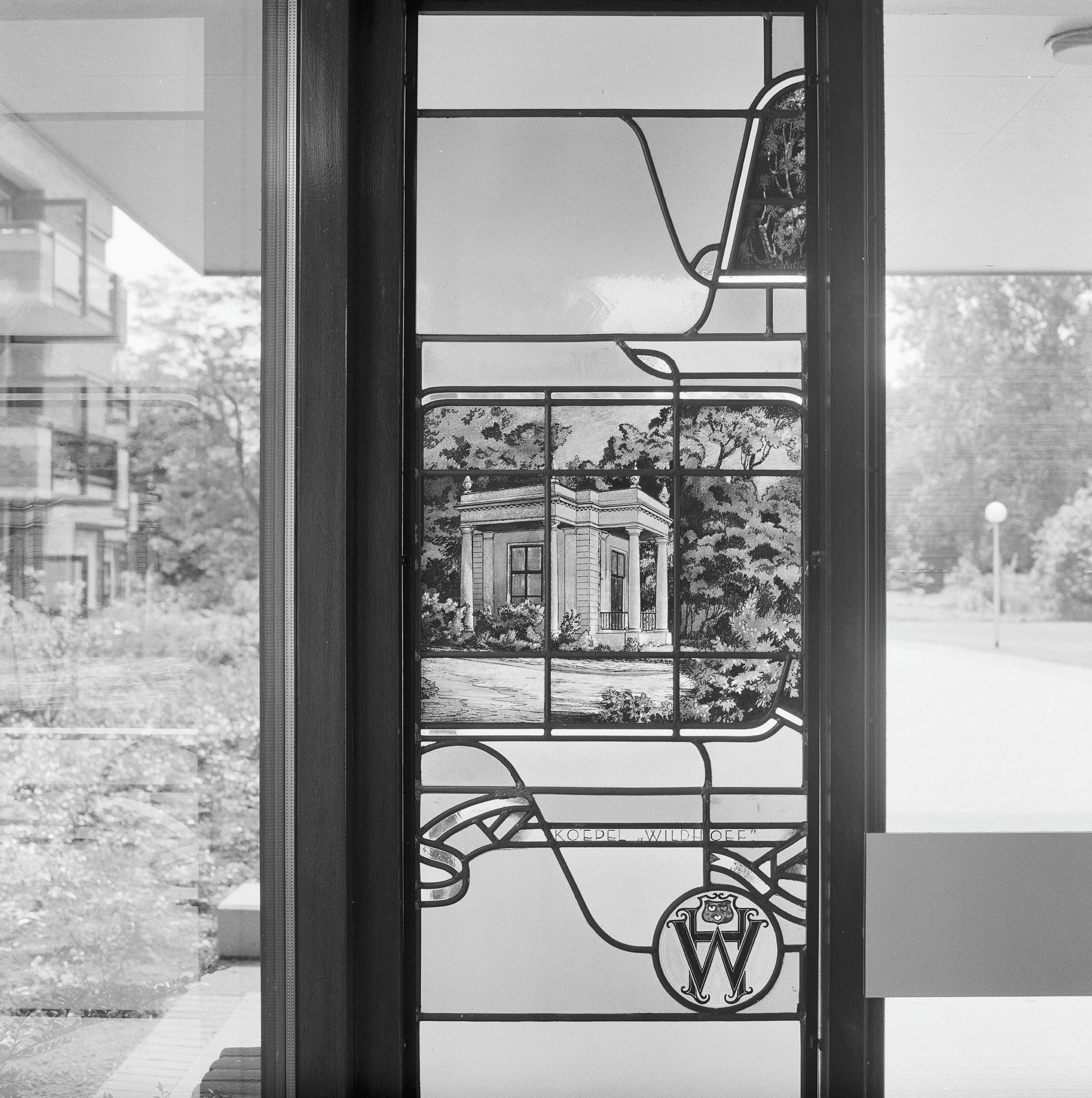
Huize Wildhoef - theekoepel (1956)

- Biografisch Portaal: 92491873
- Nederlandse Thesaurus van Auteursnamen: 285503472
- RKD-Nederlands Instituut voor Kunstgeschiedenis: 68717
- Virtual International Authority File: 280853339